# إف 355 شالينج
إف 355 شالينج (بالإنجليزية: F355 Challenge)‏ ، هي لعبة فيديو من نوع سباق السيارات فيراري ، أنتجت عام 1999م ونشرها شركة سيجا اليابانية، وتعمل على أنظمة بلاي ستيشن 2 ودريم كاست وجهاز آركيد.

## وصلات خارجية

### المواقع الرسمية
- Official Sega F355 Challenge Website (باليابانية)
- Official Ferrari Challenge Website

### تقارير عامة
- F355 Challenge Vehicle Specifications, Profile, and Pictures
- إف 355 شالينج على موقع القائمة القاتلة لألعاب الفيديو
- إف 355 شالينج على موبي غيمز